# Mordella lepida
Mordella lepida là một loài bọ cánh cứng trong họ Mordellidae. Loài này được Redtdenbacher miêu tả khoa học năm 1868.